# Comté de Grant (Washington)
Pour les articles homonymes, voir Comté de Grant.
Le comté de Grant (anglais: Grant County) est un comté de l'État américain de Washington. Son siège est Ephrata. Selon le recensement de 2010, sa population est de 89 120 habitants.

## Géolocalisation
|                   | Comté de Douglas | Comté d'Okanogan               |
| Comté de Kittitas | Comté de Grant   | Comté d'Adams Comté de Lincoln |
| Comté de Yakima   | Comté de Benton  | Comté de Franklin              |